# Recirkulace výfukových plynů

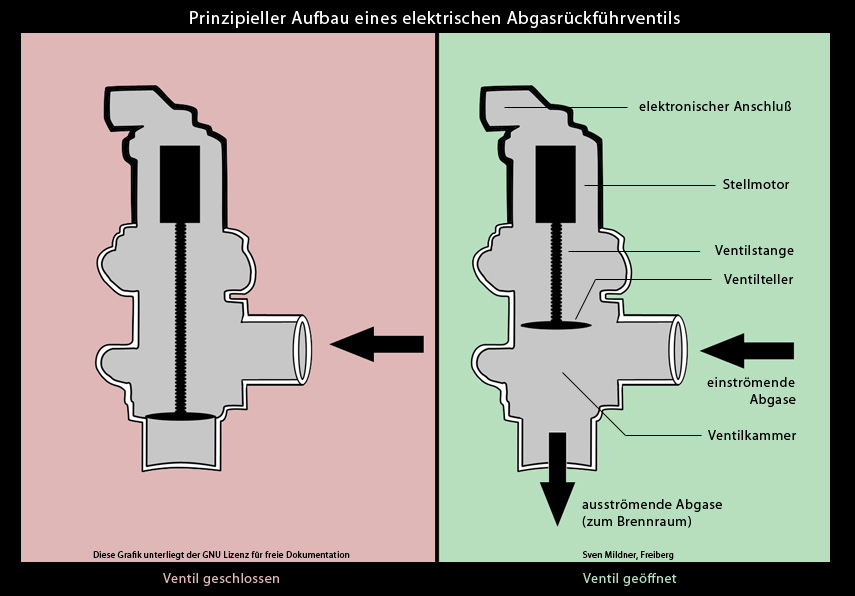
Základní konstrukce elektronického ventilu recirkulace výfukových plynů

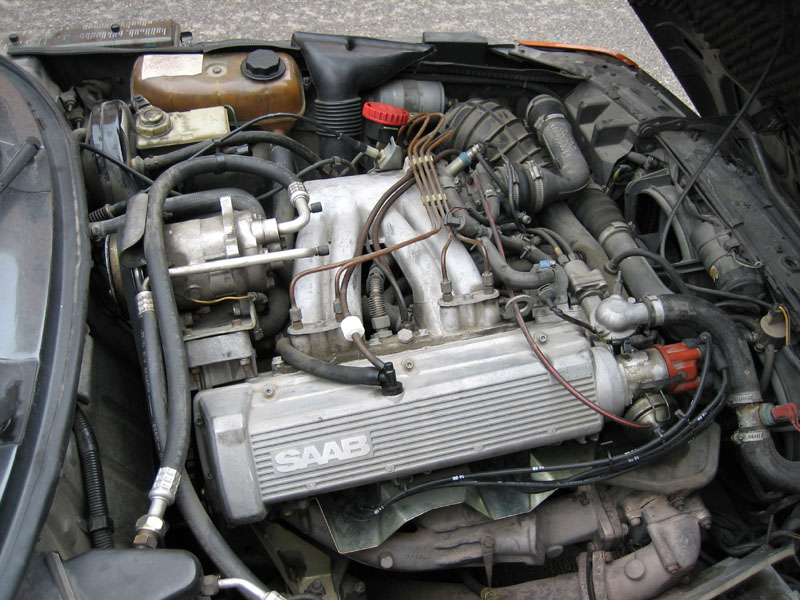
EGR ve vozidle SaabHengine-B201T

Technologie EGR (anglicky: Exhaust Gas Recirculation, česky: recirkulace výfukových plynů) je jedna ze dvou technologií, které umožňují snížit emise výfukových plynů vznětových motorů na úroveň norem Euro IV a vyšší. Principem je, že část výfukových plynů prochází výměníkem tepla (chladičem, tzv. vnější recirkulace) a je nasávána zpět do motoru, kde se znovu účastní procesu spalování. Tímto se omezuje vznik dalšího NOX — v nasávaném vzduchu je menší podíl kyslíku, výsledkem jsou nižší teploty v průběhu spalování a tím i nižší produkce oxidů dusíku, vznikajících především za vysokých teplot. Zpětného nasátí spalin do válce lze dosáhnout i vhodným časováním rozvodu (tento proces je nazýván vnitřní recirkulací), vlivem absence zchlazení spalin je ale účinek logicky nižší.
Tento postup vede sice k redukci obsahu NOX, ale jde o proces protichůdný pro další legislativou omezovanou škodlivinu — pevné částice (PM), jejichž množství tímto naopak vzrůstá. Proto jsou výfukové plyny často následně pro splnění limitu ošetřovány ve filtru pevných částic (DPF), kde jsou částice zachycovány, za vhodných podmínek průběžně spalovány, popřípadě je po dosažení mezního odporu filtru řídicí elektronikou spuštěn proces tzv. aktivní regenerace, kdy je filtr vypálen pomocí zvýšené nebo do výfukového potrubí speciálně vstřikované dávky paliva pro zajištění potřebné teploty na stěnách filtru pro spálení zachycených částic, nebo jsou filtry regenerovány mimo vozidlo.
Výhodou této technologie je absence potřeby další provozní kapaliny AdBlue technologie SCR (cena činidla, prostor a hmotnost nádrže, distribuční síť, …).
Nevýhodou je jisté snížení výkonu motoru ve srovnání se stejným motorem bez částečné recirkulace výfukových plynů (díky nižšímu množství kyslíku lze spálit menší hmotnostní množství paliva, získáme tedy méně tepla — tedy méně energie, kterou motor mění v mechanickou práci). Další nevýhodou je významné zvýšení potřebného chladicího výkonu o teplo odebírané z výfukových plynů, které se podílí na výsledné vyšší spotřebě paliva. Dalším faktorem, který se negativně podílí na výkonu motoru a jeho spotřebě, je skutečnost, že se pevnými částicemi ze spalin zanáší sací potrubí, kde tato vrstva může být u málo udržovaných vozů silná několik milimetrů, takže významně omezuje objem nasávaného vzduchu zejména při vyšších otáčkách motoru. Z těchto důvodů si mnozí řidiči vyřazují EGR zaslepením odbočky z výfukového potrubí.
Hmotnost, zástavbové rozměry a teploty okolí katalyzátoru technologie SCR a filtru DPF technologie EGR jsou srovnatelné, snad až na náročnější proces aktivní regenerace DPF vyžadující vyšší teploty.
Technologii EGR používá většina menších vznětových motorů osobních a dodávkových vozů, které splňují předpis Euro IV nebo vyšší. Z výrobců nákladních vozů pak pouze Scania (u řadových šestiválců splňujících emisní normy Euro IV a V), MAN (jen u některých motorů) a většina amerických výrobců (kde nebyla až po legislativu EPA 2010 technologie SCR povolena), ostatní výrobci se vydali cestou systému SCR. V posledních letech se recirkulace výfukových plynů začíná používat nejen u vznětových, ale i u zážehových motorů. V případě benzínových motorů se pohybuje řádově v 10—20 % z objemu nasávané směsi.
Plnění dále zpřísněných emisních limitů Euro VI (podobně jako EPA 2010) je pro většinu výrobců možné jen při současném uplatnění obou technologií EGR i SCR.